# 中村歌右衛門
中村 歌右衛門（なかむら うたえもん）は、歌舞伎役者の名跡。屋号は初代と三代目が加賀屋、二代目が蛭子屋、四代目以降が成駒屋。定紋は祇園守、替紋は裏梅。

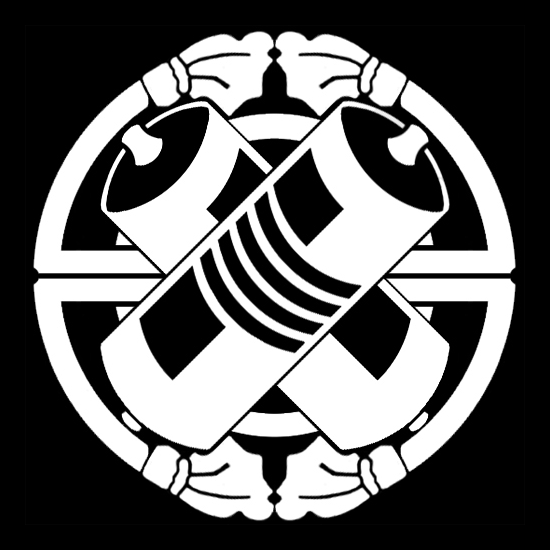
成駒屋祇園守

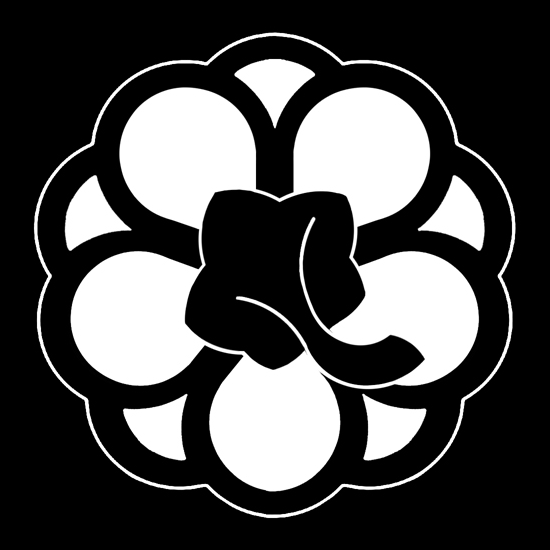
成駒屋裏梅

## 概要
もとは上方の役者だったが、三代目が江戸に下った。四代目までは立役として、五代目以降は女形として活躍した。五代目の名跡は四代目の養子である四代目中村芝翫の養子である五代目中村芝翫が明治44年（1911年）に襲名したがこの時四代目の位牌養子である三代目中村翫雀の実子の初代中村鴈治郎と正統性を巡って激しい争った結果、大正5年（1916年）に和解するまで共演はおろか、同じ土地での競演も憚れるまでに対立した。
五代目の長男成駒屋五代福助は父に先立って昭和8年（1933年）に死去したため、六代目は五代目の次男が継承することとなった。しかし、五代目福助の遺児の七代目中村芝翫が居り、さらに二人の年は11歳しか変わらなかったため名跡争いを恐れた五代目の遺言により六代目死後は七代目芝翫の家系に「返還」される事となった。
しかし、前述の通り六代目と七代目芝翫はさほど年が変わらなかったため、七代目芝翫は歌右衛門を襲名しないまま平成23年（2011年）に83歳で死去した。代わりに七代目芝翫の長男の九代目福助が七代目を襲名予定であったが九代目福助は平成25年（2013年）に脳出血に倒れたため2024年現在、襲名は棚上げ状態にある。
余談であるが、七代目没後空名跡になった「芝翫」は七代目芝翫の死から5年後の2016年に七代目芝翫の次男が八代目芝翫を襲名した。近代「芝翫」は歌右衛門の前名扱いだったものの､七代目芝翫の次男が襲名した事で独立した名跡となった。
現在ある中村姓の名跡は、中村勘三郎系と中村富十郎系を除くすべてがこの歌右衛門系となっている。墓所は、初代・三代目は大阪市中央区中寺の正法寺、二代目・六代目が青山霊園にある。

## 歴代
- 初 代 中村歌右衛門
  - 初代中村源左衛門の門弟、1714–91。父は加賀金沢の医師・大関俊庵。狂言作者として中村嘉七。
  - 初代中村歌之助 → 初代中村歌右衛門 → 初代加賀谷歌七（隠居名）
- 二代目 中村歌右衛門
  - 初代の門弟、1752–98。はじめ水木まさのの門弟。
  - 初代水木東蔵 → 初代中村東蔵 → 二代目中村歌右衛門 → 初代中村東蔵
- 三代目 中村歌右衛門
  - 初代の子、1778–1838。狂言作者として金澤龍玉。
  - 初代加賀屋福之助 → 三代目中村歌右衛門 → 初代中村芝翫 → 三代目中村歌右衛門 → 中村玉助（隠居名）
- 四代目 中村歌右衛門
  - 三代目の門弟で後に養子、1798–1852。
  - 藤間亀三郎 → 中村藤太郎 → 初代中村鶴助 → 二代目中村芝翫 → 四代目中村歌右衛門
- 五代目 中村歌右衛門
  - 四代目の養子・四代目中村芝翫の門弟で後に養子、1866–1940。実父は幕府金座役人。
  - 初代中村兒太郎 → 成駒屋四代目中村福助 → 五代目中村芝翫 → 五代目中村歌右衛門
- 六代目 中村歌右衛門
  - 五代目の子、1917–2001。戦後を代表する立女形。
  - 三代目中村兒太郎 → 六代目中村福助 → 六代目中村芝翫 → 六代目中村歌右衛門